# Lambda barion
Lambda barioni su obitelj subatomskih hadronskih čestica simbola Λ0, Λ+

c, Λ0

b, i Λ+

t, elementarnog naboja +1 ili 0. Po građi su barioni koje sačinjavaju tri različita kvarka: jedan gornji, jedan donji, i još jedan kvark: strani (Λ0), čarobni (Λ+

c), dubinski (Λ0

b), ili vršni (Λ+

t). Vršni Lambda barion (prema predviđanjima) nije moguće promotriti jer Standardni model predviđa poluvrijeme raspada vršnog kvarka na oko 5×10−25 s. To je oko jedne dvadesetine minimalnog vremena potrebnog da djeluje jaka nuklearna sila, pa se zbog toga ne stvaraju hadroni.
Lambda barion Λ0 su u listopadu 1950, otkrili V. D. Hopper i S. Biswas sa Sveučilišta u Melbourneu, kao neutralnu V česticu (tešku, nestabilnu česticu koja se raspada na dva produkta) s protonom kao raspadnim produktom, točno je odredivši kao barion, umjesto kao mezon tj., vrstom različitom od K mezona kojeg su 1947. otkrili Rochester i Butler; K mezone su stvarale kozmičke zrake u foto emulzijama u balonu na oko 21,000 m u zraku. Iako je očekivano postojanje čestice prije raspada ~1×10−23 s, čestica je postojala čak ~1×10−10 s. Svojstvo koje joj je to omogućilo nazvano je stranost i dovelo je do otkrića stranog kvarka. Nadalje, takva otkrića vodila su do postavljanja principa poznatog kao očuvanje stranosti, prema kojem se čestice raspadaju sporije ako pokazuju stranost (jer ne-slabe metode čestičnog raspada moraju očuvati stranost raspadajućeg bariona).
Lambda barion je opažen i  u atomskim jezgrama zvanim hyperjezgre. Takve jezgre sadrže isti broj protona i neutrona kao i obična jezgra, no također sadrže jednu (ili, rjeđe, dvije) Lambda čestice.  U tom slučaju, Lambda ulazi u središte atomske jezgre (nije ni proton ni neutron, pa na česticu ne utječe Paulijev princip isključenja), i još čvršće drži jezgru skupa zbog interakcije putem jake nuklearne sile. U litijevom izotopu (Λ7Li), Lambda je učinila jezgru 19% manjom.

## Popis
| Ime čestice        | Simbol | Građa | Masa u mirovanju (MeV/c2) | Izospin | Spin i paritet | Q (e) | Stranost | Čarobnost | Dubokost | Vršnost | Vrijeme poluraspada (s)  | Raspada se na        |
| Lambda[1]          | Λ0     | uds   | 1115.683±0.006            | 0       | 1⁄2+           | 0     | −1       | 0         | 0        | 0       | (2.631±0.020)×10−10      | p+ + π− ili n0 + π0  |
| čarobna Lambda[2]  | Λ+ c   | udc   | 2286.46±0.14              | 0       | 1⁄2 +          | +1    | 0        | +1        | 0        | 0       | (2.00±0.06)×10−13        | See Λ+ c decay modes |
| dubinska Lambda[3] | Λ0 b   | udb   | 5620.2±1.6                | 0       | 1⁄2 +          | 0     | 0        | 0         | −1       | 0       | 1.409+0.055 −0.054×10−12 | See Λ0 b decay modes |
| vršna Lambda†      | Λ+ t   | udt   | —                         | 0       | 1⁄2 +          | +1    | 0        | 0         | 0        | +1      | —                        | —                    |